# اوه عزیزم
اوه عزیزم (به انگلیسی: Oh Honey) ۱۵همین قسمت ششمین فصل سریال آمریکایی آشنایی با مادر است که توسط شبکهٔ سی‌بی‌اس تولید شد. کیتی پری خوانندهٔ آمریکایی در این قسمت حضور پیدا کرد و بازی او نظرات مثبت زیادی را به خود جلب کرد به طوری که جایزه برگزیده مردم برای بهترین بازیگر مهمان را دریافت کرد.